# Hiệp hội Địa chất Pháp
Hiệp hội Địa chất Pháp viết tắt SGF (La Société géologique de France) được thành lập ngày 17 tháng 3 năm 1830. Vào năm 2006, hội có 1200 thành viên, và năm 2009 có khoảng 1450 thành viên.

## Lịch sử
Khi thành lập, các quy chế của tổ chức chỉ ra là "cạnh tranh cho sự tiến bộ của Khoa học Trái đất và Hành tinh, cả về bản thân nó và trong các mối quan hệ của nó với ngành công nghiệp, nông nghiệp, môi trường và giáo dục". Vào thời điểm đó, địa chất chủ yếu được thực hiện ở Pháp dưới sự quản lý của Quân đoàn des Mines và Viện hàn lâm Khoa học. Vào tháng 8 năm 1830, công ty được tặng cho vị Vua mới lên đường sau cuộc cách mạng tháng 7 năm 1830. Constant Prévost trong bài thuyết trình này về quyền tự do hành động và suy nghĩ của các thành viên trong xã hội "Thưa đức vua, để trở nên hưng thịnh, các ngành khoa học cần tự do ". Quyền tự do này không được tìm kiếm liên quan đến quyền lực chính trị, cũng như các tổ chức khoa học khác, đặc biệt là Viện Hàn lâm Khoa học và Tổng thư ký Georges Cuvier, nhưng quan điểm quá cố định của Cuvier không có khả năng phát triển, Nghiên cứu ý tưởng của Lamarck. SGF được công nhận là tiện ích công cộng vào ngày 3 tháng 4 năm 1832.